# Rozmanov sklop
Rozmanov sklop je proteinski strukturni motiv prisutan u proteinima koji vezuju nukleotide, posebno kofaktor NAD. Struktura sa dva ponavljanja se sastoji od šest paralelnih beta lanaca vezanih za dva para alfa heliksa u topološkom redosledu beta-alfa-beta-alfa-beta. Pošto se svaki Rozmanov sklop može vezati samo za jedan nukleotid, vezujući domeni dinukleotida kao što je NAD se sastoje od para Rozmanovaih sklopova. Pojedinačni Rozmanovi sklopovi mogu da vežu mononukleotide kao što je kofaktor FMN.
Motiv je dobio ime po Majklu Rozmanu, koji je prvi opisao ovaj motif u proteinima koji vezuju nukleotide, kao što su dehidrogenaze. Poznato je da se konsenzus sekvenca za mesto NADP vezivanja nekih enzima koji koriste NADP razlikuje od NAD vezujućeg motiva.